# A Very English Scandal
A Very English Scandal is een Britse miniserie, gebaseerd op het gelijknamige boek van schrijver John Preston. De serie ging in première op BBC One op 20 mei 2018 en op Prime Video op 29 juni 2018. De serie vertelt het verhaal van de affaire-Thorpe.

## Rolverdeling
| Acteur             | Personage                      |
| ------------------ | ------------------------------ |
| Hugh Grant         | Jeremy Thorpe                  |
| Ben Whishaw        | Norman Josiffe / Norman Scott  |
| Monica Dolan       | Marion Thorpe                  |
| Alice Orr-Ewing    | Caroline Allpass               |
| Alex Jennings      | Peter Bessell                  |
| Jonathan Hyde      | David Napley                   |
| Eve Myles          | Gwen Parry-Jones               |
| David Bamber       | Arthur Gore, 8th Earl of Arran |
| Jason Watkins      | Emlyn Hooson                   |
| Naomi Battrick     | Diana Stainton                 |
| Blake Harrison     | Andrew Newton                  |
| Michelle Fox       | Lyn                            |
| Adrian Scarborough | George Carman                  |
| Patricia Hodge     | Ursula Thorpe                  |
| Michele Dotrice    | Edna Friendship                |
| Michael Culkin     | Reggie Maudling                |
| Susan Wooldridge   | Fiona Gore, Countess of Arran  |
| Anthony O'Donnell  | Leo Abse                       |

## Afleveringen
| Afl. | Titel          | Regisseur      | Schrijver         | Uitzenddatum |
| ---- | -------------- | -------------- | ----------------- | ------------ |
| 1    | "Episode #1.1" | Stephen Frears | Russell T. Davies | 20 mei 2018  |
| 2    | "Episode #1.2" | Stephen Frears | Russell T. Davies | 27 mei 2018  |
| 3    | "Episode #1.3" | Stephen Frears | Russell T. Davies | 3 juni 2018  |

## Ontvangst

### Recensies
De miniserie werd over het algemeen goed ontvangen. Op Rotten Tomatoes geeft 97% van de 67 recensenten het eerste seizoen een positieve recensie, met een gemiddelde score van 8,8/10. Website Metacritic komt tot een score van 84/100, gebaseerd op 17 recensies, wat staat voor "Universal Acclaim" (Universele Toejuiching).

### Prijzen en nominaties
| Jaar | Prijs                                     | Categorie                                                                 | Genomineerde           | Resultaat   |
| ---- | ----------------------------------------- | ------------------------------------------------------------------------- | ---------------------- | ----------- |
| 2019 | Golden Globe (76ste editie)               | Beste miniserie of televisiefilm                                          | A Very English Scandal | Genomineerd |
| 2019 | Golden Globe (76ste editie)               | Beste acteur in een televisiefilm of miniserie                            | Hugh Grant             | Genomineerd |
| 2019 | Golden Globe (76ste editie)               | Beste mannelijke bijrol in een televisieserie, miniserie of televisiefilm | Ben Whishaw            | Gewonnen    |
| 2019 | Screen Actors Guild Awards (25ste editie) | Mannelijke hoofdrol in een televisiefilm of miniserie                     | Hugh Grant             | Genomineerd |
| 2019 | Satellite Awards (23ste editie)           | Beste miniserie                                                           | A Very English Scandal | Genomineerd |
| 2019 | Satellite Awards (23ste editie)           | Beste acteur in een televisiefilm of miniserie                            | Hugh Grant             | Genomineerd |
| 2019 | Satellite Awards (23ste editie)           | Beste acteur in een bijrol in een serie, miniserie of televisiefilm       | Ben Whishaw            | Genomineerd |
| 2019 | Emmy Award (71ste editie)                 | Beste mannelijke hoofdrol in een miniserie of televisiefilm               | Hugh Grant             | Genomineerd |
| 2019 | Emmy Award (71ste editie)                 | Beste mannelijke bijrol in een miniserie of televisiefilm                 | Ben Whishaw            | Gewonnen    |
| 2019 | Emmy Award (71ste editie)                 | Beste regie van een miniserie, televisiefilm of special                   | Stephen Frears         | Genomineerd |
| 2019 | Emmy Award (71ste editie)                 | Beste scenario van een miniserie, televisiefilm of special                | Russell T. Davies      | Genomineerd |